# Sagittarius A Ouest
Sagittarius A Ouest (également Sagittaire A Ouest et en abrégé Sgr A W) est une région d'hydrogène ionisé située dans la constellation du Sagittaire (coordonnées J2000 : ascension droite 17h 45m 39.4s, déclinaison -29° 00′ 24″) et localisée près du centre de notre Galaxie, dans la source d'ondes-radio Sagittarius A.

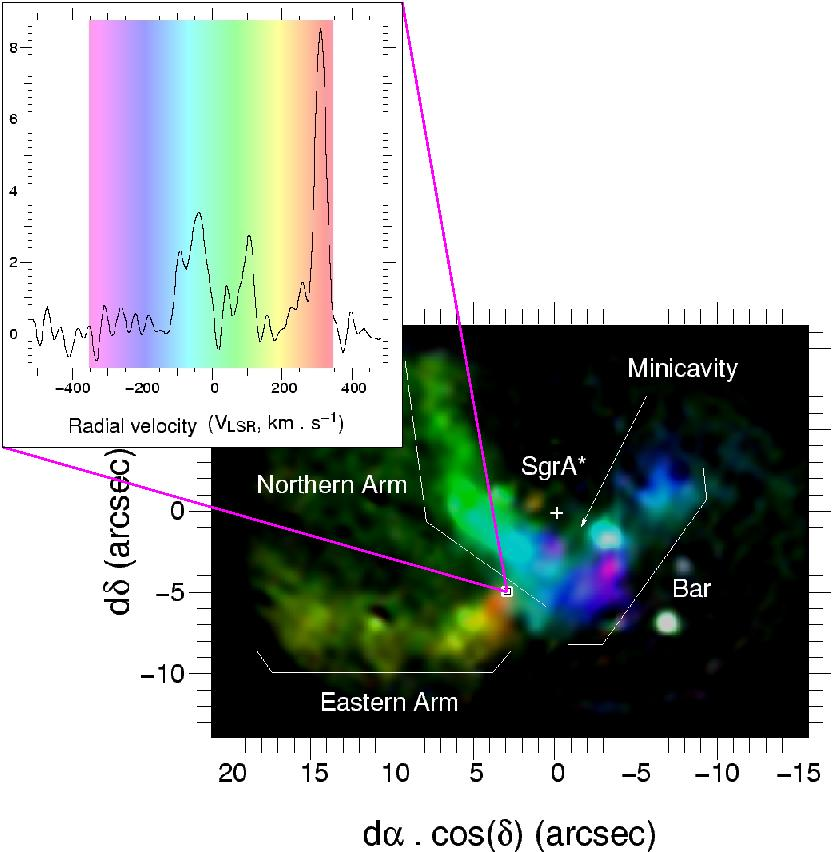
Champ de vitesse radiale de la partie centrale de Sgr A ouest.

Sgr A ouest a l'apparence d'une spirale et est parfois qualifiée de Minispirale. Cette apparence et ce surnom sont cependant source de confusion : en effet, la structure tridimensionnelle de la Minispirale n'est pas celle d'une spirale. Elle est composée de plusieurs nuages de poussière interstellaire et de gaz qui orbitent autour du centre de la Galaxie tout en tombant vers lui.
Près de ce centre se trouve Sagittarius A*, un objet extrêmement compact qu'on pense être un trou noir supermassif. La surface de ces nuages interstellaires est ionisée par le rayonnement des étoiles massives qui occupent également le parsec central de la Galaxie (plus d'une centaine d'étoiles OB et Wolf—Rayet ont été identifiées dans la région à ce jour).
Sgr A ouest est entourée par un tore moléculaire massif à la structure grumeleuse, le disque circo-nucléaire (en anglais Circumnuclear Disk ou CND). La nature du Bras nord de la Minispirale et sa cinématique suggère qu'il s'agit de l'un de morceaux du CND qui se serait détaché de celui-ci à la faveur d'une perturbation, peut-être la supernova responsable de la formation de Sagittarius A est.
Le Bras nord apparaît surtout comme une barre d'émission orientée nord—sud, mais il s'étend vers l'Est en un vaste nuage à l'émission relativement peu intense.
L'Arc ouest (en dehors du champ de l'image présentée à droite) s'interprète comme la surface interne ionisée du CND. Le Bras est et la Barre semblent être deux autres nuages similaires au Bras Nord, mais ne partageant pas le même plan orbital. La masse de chacune de ces deux structures a été estimée à environ une vingtaine de masses solaires.
À ces grands nuages s'ajoutent des structures plus petites, peut-être formées de matériaux éjectés par les étoiles au cours de leur vie, et se superposent des ondes de chocs et des trous. La plus notable de ces perturbations est la Minicavité, qu'on interprète comme une bulle soufflée dans le Bras nord par le vent stellaire d'une étoile massive mal identifiée.